# Chang'an Motors

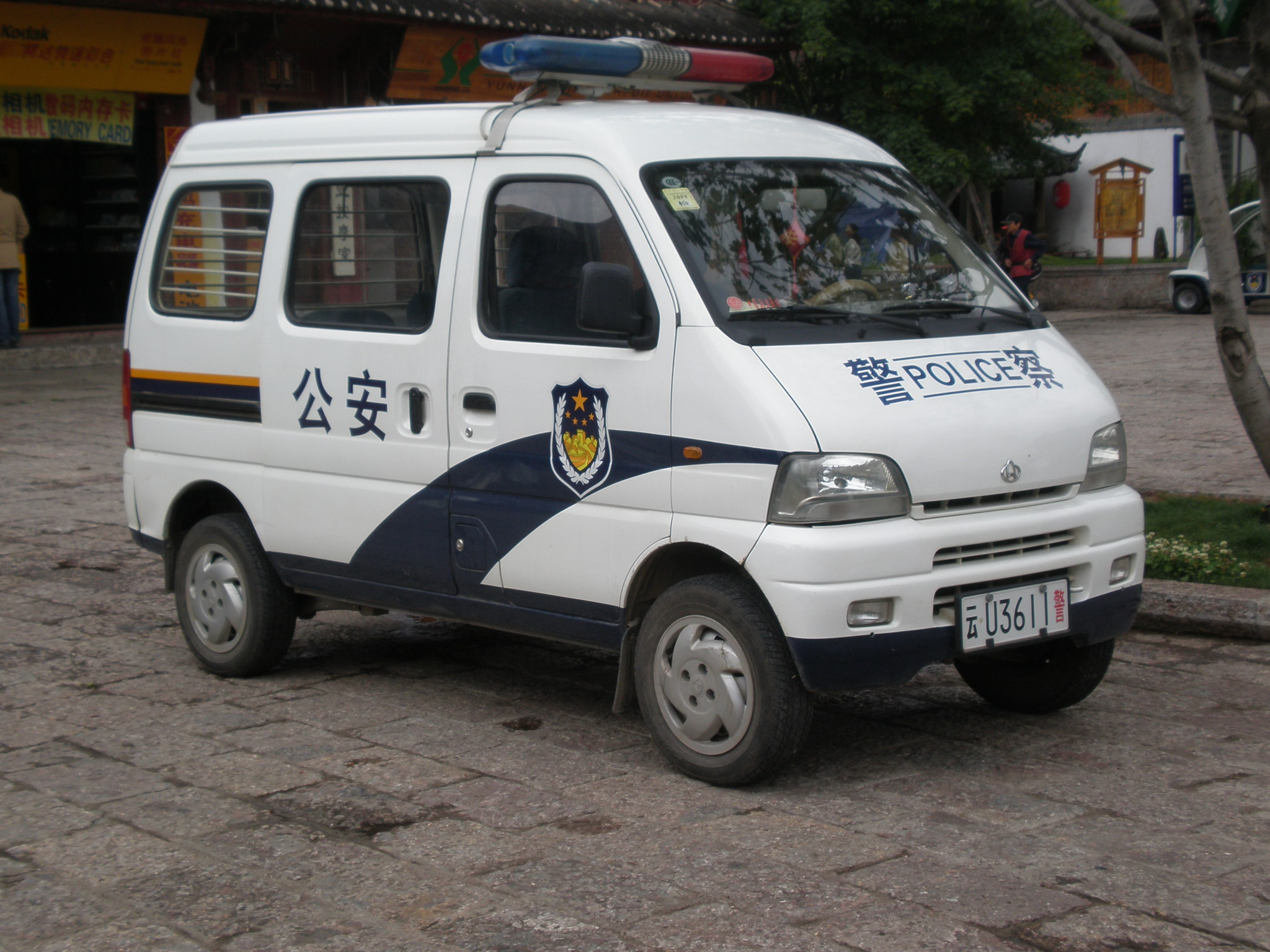
Policejní minivan z produkce automobilky

Chang'an Motors (čínsky ZZ: 重庆长安汽车股份有限公司; TZ: 重慶長安汽車股份有限公司; pinyin: Chóngqìng Cháng'ān Qìchē Gǔfèn Yǒuxiàn Gōngsī), známá také jako Chana, je jedna z největších čínských automobilek. Sídlí ve městě Čchung-čching a v roce 2009 vyrobila více než 1 400 tis. automobilů.
V roce 1958 začala továrna ve Čchung-čchingu vyrábět jeepy, v roce 1984 pak malé dodávky ve spolupráci se Suzuki. V roce 1993 pak společnost začala spolupráci se zahraničním partnerem (opět se Suzuki)a vyráběla malé automobily (mj. Suzuki Swift), v roce 2001 pak následovalo spolupráce se společností Ford, v roce 2005 s Mazdou (pouze výroba motorů) a nejnověji s Groupe PSA v roce 2010. Společnost také spolupracuje s domácími výrobci, v roce 2004 začala spolupracovat s Jiangling Motors, která vyrábí automobily pod značkou Landwind, které jsou exportovány i do Evropy. V roce 2009 pak společnost pohltila několik domácích výrobců.
Společnost má v Číně 11 výrobních závodů a dvě továrny na výrobu motorů. Většinu své produkce prodává přímo v Číně, exportuje asi 150 tis. automobilů, většinou do Afriky.